# Metatrichoniscoides celticus
Metatrichoniscoides celticus é uma espécie de crustáceo da família Trichoniscidae.
É endémica do Reino Unido.